# Carl Johan Emanuel Törnström
Carl Johan Emanuel Törnström, född 29 januari 1830 i Karlskrona, död 20 januari 1908 i Göteborg, var en svensk kofferdikapten, målare och tecknare.
Han var son till Emanuel Törnström och Anna Katarina Wernlander och gift med Albertina Strömberg samt far till Ida Törnström och Anna Törnström. Han var först verksam inom svenska flottan för att senare bli kofferdikapten. Han växte upp i ett konstnärligt hem och lärde sig traktera olika musikinstrument och fick även undervisning i teckning och målning. Av hans konst finns några kyrkoavbildningar bevarade.